# ليبي مونرو
ليبي مونرو (بالإنجليزية: Libby Munro)‏ هي ممثلة أسترالية، ولدت في 11 نوفمبر 1981 في تشارليفيل في أستراليا.

## وصلات خارجية
- الموقع الرسمي
- ليبي مونرو على موقع IMDb (الإنجليزية)
- ليبي مونرو على موقع قاعدة بيانات الفيلم (الإنجليزية)